# Syndafloden

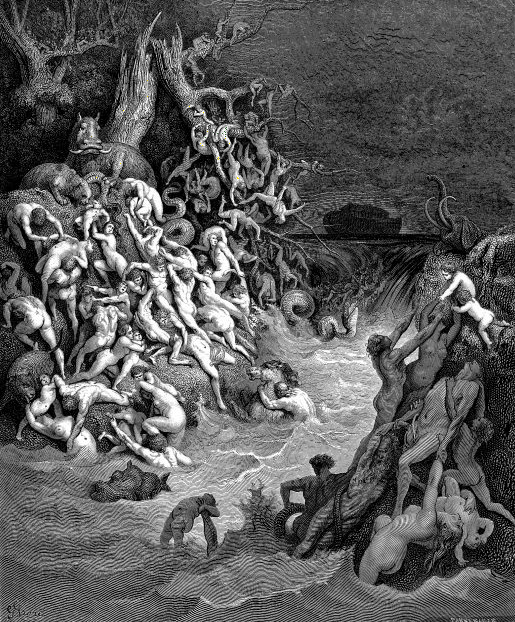
Syndafloden i Gustave Dorés tolkning.

Berättelser om olika former av syndafloder är vanligt förekommande i litteraturen. Den i västvärlden mest kända berättelsen om detta är Bibelns berättelse i Första Mosebok 6:5–8:19, men liknande berättelser finns även utanför judendomen/kristendomen.

## Noa och syndafloden enligt Bibeln
Bibelns syndaflodsberättelse återfinns i Första Moseboken. Berättelsen inleds med att "Herren såg att ondskan på jorden var stor" (1 Mos 6:5). Gud ämnar därför förgöra hela mänskligheten med undantag av Noa, hans hustru, hans tre söner och deras hustrur eftersom Noa var den enda rättfärdiga mannen (1 Mos 7:1). Gud befaller Noa att bygga en ark med bestämda mått (150 meter lång, 25 meter bred, 15 meter hög, 1 Mos 6:15). Noa beordras ta med sig sin familj ombord samt ett par av allt som lever (sju par av rena fyrfotadjur och fåglar enligt 1 Mos. 7:2–3). 
Enligt syndaflodsberättelsen säger Gud till Noa att det skulle regna i 40 dagar och nätter. 7 dagar efter att Noa och alla djuren gått in i arken kommer floden, "det stora djupets källor" bryter fram. Vattnet stiger så att det täcker de högsta bergen. Allt liv på jorden utplånas, men "Vattnet fortsatte att stiga i 150 dagar" 1 Mos 7:24). Därefter upphör skyfallen: "Djupets källor och himlens dammluckor stängdes till, regnet hejdades" (1 Mos 8:2). När vattnet börjar sjunka undan strandar arken på Araratbergen (1 Mos 8:4). Sedan släpper Noa först ut en korp och sedan en duva för att se om vattnet hade sjunkit undan från marken. Duvan kom tillbaka med ett olivblad i näbben som ett tecken på att marken hade börjat visa sig. Noa, hans familj och djuren lämnade arken efter ett år och tio dagar. Första Mosebok, 9 kapitlet, beskriver därefter Guds förbund med Noa. Gud lovar att aldrig mer ska en flod ödelägga jorden, och som tecken på förbundet sätter han en båge bland molnen (regnbågen).
Det är från berättelsen om syndafloden som fredsduvan med olivkvisten härstammar.
Psalm 104:8 föreslår vart vattnet tog vägen efter att det slutat regna (enligt 1917 års översättning) "Berg höjde sig, och dalar sänkte sig, på den plats du hade bestämt för dem". Bibel 2000 års översättning är "uppför bergen, ner i dalarna, och stannade där du bestämt".

### Syndaflodens historicitet
Den tidiga kristna kyrkan hävdade att syndafloden var en historisk händelse. Detta ansåg bl.a. Justinus Martyren, Theofilos av Antiochia och Augustinus. Om översvämningen ansågs ha drabbat hela jorden, är oklart. Augustinus argumenterade varken uttryckligen för eller emot att översvämningen skulle ha varit global. En teori är att frågan om syndaflodens historicitet var en icke-fråga inom kyrkan under kyrkans första århundraden: antingen trodde man inte alls på syndafloden, eller så trodde man att den var global och utrotade allt levande liv på jorden.[källa behövs]
Augustinus text ger intryck av att han propagerade för den sistnämnda ståndpunkten. Han talar till exempel om "återställande av de olika djurarterna", i samband med frågan om alla olika småkryp (maskar, löss, flugor etc) behövde tas med ombord eller ej. Ett argument för att Augustinus trodde på en global översvämning är, att om översvämningen hade varit lokal, skulle då alla djurarterna i så fall ha behövt återställas? I så fall skulle det ju räcka med naturlig återpopulering från de världsdelar som inte drabbades av den lokala översvämningen.
Kreationisterna är den grupp som i dagsläget tydligast har uttalat att de tror på en bokstavlig, global översvämning. Så kallade Young earth Creationists hävdar att jorden endast är cirka 6 000–10 000 år. det medför att syndafloden skulle inträffat (omärkt) i historisk tid då årtalet går att räkna ut ganska exakt i bibeln (2348 före kristus) och det redan existerade historiskt nedskrivande civilisationer i bland annat Egypten och Kina då.[källa behövs]
Konservativa kristna anser att berättelsen om Noas ark och syndafloden är ett "original" – i betydelsen att den inte har sitt ursprung i andra religiösa urkunder eller andra religioner. Man antar istället att berättelsen antingen förts vidare från Noa via Sem osv., ned till Mose, som sedan nedtecknat den, och/eller givits som en direkt uppenbarelse från Gud till Mose (på ett liknande sätt som exempelvis Dekalogen). Syndaflodsberättelser i andra religioner kan enligt detta synsätt ses som derivat av den bibliska berättelsen, snarare än tvärtom.
Inom liberalteologiska/icke-kristna kretsar, där många anser att allt i Bibeln inte är sant i bokstavlig bemärkelse, kan berättelsen om Noa uppfattas som lånad från mesopotamisk mytologi. Utnapishtim eller Utanpisjtim var i mesopotamisk mytologi motsvarigheten till Noa i den judiska mytologin så som judar och kristna känner den genom Gamla Testamentet. Liksom Noa fick Utnapishtim anvisningar att bygga en båt och därefter order om fylla den med säd från alla levande varelser. Efter den stora översvämningen stötte han på torra land. Till skillnad från Noa blir Utnapishtim sedan odödlig och i senare berättelser möter han hjälten Gilgamesh under dennes sökande efter odödlighet.
Historiskt har flera geologer, Niels Steensen (1638–1686), John Woodward (1665–1728) och Johann Lehmann (1719–1767), resonerat utifrån uppfattningen om att en global översvämning har ägt rum. Idag motsäger praktiskt taget alla geologer en sådan världsomfattande översvämning, dock inte en eller flera lokala översvämningar..
Det har förekommit inte bara en, utan flera, översvämningar när inlandsisen drog sig tillbaka och smälte bort efter den senaste istiden. En teori som fått forskare att studera Svarta Havets botten är att havet inte existerade under den senaste istiden. Det kan för 7 000–10 000 år sedan ha varit ett lågland med bosättningar och bebyggelse. När haven steg efter istiden brast den smala landtungan vid Bosporen och/eller Dardanellerna, och havsvatten forsade in och dränkte hela det lågland som nu utgör Svarta Havet. Robert Ballard har funnit spår efter vad som kan vara mänskligt boende på 150-metersnivån, en indikation på att Svarta Havet kan vara den plats där myten om "Syndafloden" började. Teorin har ifrågasatts.

## Noa och syndafloden enligtislam
En bibelliknande berättelse återfinns på ett flertal ställen i Koranen. Där används syndafloden som ett allmängiltigt exempel på ett självförvållat straff för dem som påstod att Guds budskap, vilket profeterades av Noa (Nuh), var lögn. I sin Koranöversättning påpekar Muhammad 'Ali i en kommentar till vers 7:64 att texten "inte stöder teorin om en global syndaflod; den utsäger nämligen helt klart ... att endast de till vilka Noa framförde sitt budskap beskyllde honom för lögn och .... dränktes. Floden drabbade således de trakter som beboddes av Noas folk och inte, som Bibeln säger, hela världen". Det är sannolikt inte utan betydelse att ordet "regn" (matar) i Koranen används ofta just med betydelsen "nödläge", "olycka".

## Liknande forntida folkberättelser
Gamla flodberättelser är kända från många kulturer över hela världen, bland annat Indien, Burma, Kina, Malaysia, Australien, de flesta Stillahavsöarna, Amerikas indianer, Grekland, Litauen och Island.

### Mellersta östern
I det babyloniska Atrahasiseposet för människorna så mycket liv att de stör guden Enlils sömn. Enlil beslutar sig då för att reducera människans antal genom att framkalla dels svält, dels en översvämning. Guden Enki är dock emot planerna på att utrota människorna, som han varit med att skapa, och vänder sig då till människan Atrahasis och avslöjar Enlils planer. Atrahasis bygger en båt som han fyller med alla sorters djur och han hinner precis stänga dörren till båten innan ett stort regn- och åskoväder bryter ut. Efter 7 dagars och 7 nätters regnande drar sig vattnet tillbaka och Atrahasis offrar till gudarna.
I sumeriska källor, daterade till cirka 3000 f.Kr., återges en syndaflodberättelse liknande den bibliska. Översvämningen är dock snarare lokal än global, och uppstår i området kring Eufrat efter en sex dagar lång storm. Ziusudra, herre över Shuruppak, lyckas undkomma i ett pråmliknande fartyg. 

### Europa
Deukalion är den grekiska mytologins motsvarighet till Noa. Precis som denne blir han förvarnad om översvämningen, bygger sig en båt och driver omkring ovanför den dränkta världen tillsammans med sin hustru, Pyrrha, innan han strandar på toppen av ett berg.

### Öst- och Sydasien
Gun-Yus översvämningsmyt beskriver en syndaflod i kinesisk mytologi som bekämpas av Gun och Yu den store. Efter att syndafloden är kontrollerad skapar Yu den store Kinas första dynasti Xia.
Manu är i indisk mytologi en dödlig gestalt med gudomlig status som överlevde den stora översvämningen. Manu blev förvarnad om den stora katastrofen av gudarna och byggde sig en båt. Som den enda överlevande från den gamla världen gav Manu namn åt det nya släktet och utgjorde ett föredöme av gudstrohet och självtukt.

### Afrika
Olokun är en gudinna i mytologin hos yorubafolket i Nigeria i Västafrika som är inblandad i en översvämning av enorma mått.

### Nord- och Sydamerika
Tieholtsodi är ett vattenodjur i mytologin hos de nordamerikanska Navajoindianerna. I ett fjärran förflutet, precis efter att människorna hade skapats, orsakade Tieholtsodi en stor översvämning under den period då människorna kidnappat hans barn.
Wisagatcak är en trickster i mytologin hos Creeindianerna i Nordamerika. När Wisagatcak försökte fånga en stor bäver orsakade han en översvämning som dränkte hela världen. Själv lyckades han rädda sig på en flotte. Han drar upp olika djurarter ur vattnet alltmedan ny jord växer fram ur vattnet till dess en ny värld har vuxit fram.
Bochica var en viktig gudom hos Colombias indianer med anknytning till solen. Bochica utkämpar en ständig strid med Chibchacum och räddade en gång mänskligheten från dennes stormflod som översvämmade jorden.
Guinechen var den högsta guden hos Auraucanindianerna i Chile. Guinechen räddar mänskligheten från de onda makternas störtflod..

### Jämförelse
Man har funnit åtminstone 270 berättelser över hela världen, och flodtemat är klart dominerande bland de katastrofberättelser som finns bevarade i folkminnen bland de folk som bott i närheten av vatten, i deltaområden, runt floder osv.
 även de översvämningsmytologiska berättelserna varierar mycket. 